# Lawrence Taylor

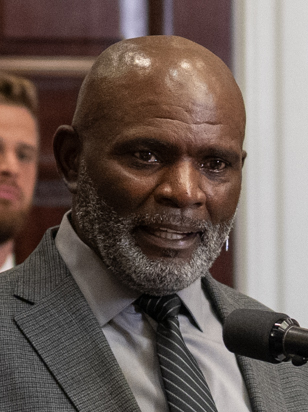
Lawrence Taylor (2025)

Lawrence "L.T." Taylor, född 1959, är en amerikansk utövare av amerikansk fotboll. Taylor spelade linebacker och var känd för sin förmåga att hantera quarterbacken. Efter sin karriär inom fotboll började Taylor som skådespelare och medverkade i dramafilmen Any Given Sunday (1999).